# Jadwiga Smosarska
Jadwiga Filipina Smosarska (23. září 1898 Varšava - 1. listopadu 1971 Varšava) byla polská divadelní a filmová herečka.

## Životopis
Absolventka varšavské dramatické školy, absolvovala s vyznamenáním v roce 1920. Debutovala v roce 1919, na jevišti Dramatického divadla ve Varšavě v roli Lily v Ciotce Karola T. Brandona. Až do začátku druhé světové války hrála v divadlech v hlavním městě. Filmovým debutem byl snímek Alexandera Hertza Dla szczęścia 1919 podle dramatu Stanisława Przybyszewského. Film jí přinesl popularitu, pro mnoho lidí (diváků i kritiků) byla největší hvězdou předválečného polského filmu a vyhrála mnoho anket popularity. V roce 1932, po roli v Księżnej Łowickiej, dostala nabídku z USA, kterou odmítla.
V roce 1935 se provdala za inženýra Zygmunta Protassewicza. Manželé žili ve vile v Mokotówu. Od listopadu 1939 žili ve Spojených státech amerických, kde Jadwiga pracovala mezi polskou komunitou. Po válce opakovaně navštívila Polsko, aby se konečně vrátila s manželem do země v roce 1970.

## Filmografie
- Bohaterstwo polskiego skauta (1920)
- Trędowata (1926)
- Księżna Łowicka (1932)
- Prokurator Alicja Horn(1933)
- Barbara Radziwiłłówna (1936)
- Jadzia (1936)
- Ułan Księcia Józefa (1937)
- Skłamałam (1937)